# Nurney (comté de Kildare)
Nurney (en irlandais, An Urnaí, oratoire, maison du prieur, chapelle) est un village du comté de  Kildare, en Irlande, où coule le Tully Stream.

## Situation
Nurney est situé sur la R415, route régionale, à 8 km au sud de Kildare. La localité est desservie par l'autoroute M7, sortie 13.

## Transports
La ligne de bus Newbridge-Kildare-Athy de South Kildare Community Transport dessert Nurney du lundi au vendredi avec deux services dans chaque sens par jour. Le bus dessert également la gare de Kildare, la plus proche de Nurney, permettant des trajets vers/depuis de nombreuses régions d'Irlande

## Commodités
Le village a une église, un pub, une école, un magasin et deux cimetières. Une station-service et un magasin de vente à emporter ont ouvert dans le village.
Skerries Irish Figure Dancing Class enseigne la danse artistique irlandaise depuis plus de 40 ans et des cours ont lieu chaque semaine dans la salle GAA locale.[réf. nécessaire]

## Démographie
En 2006, la population de Nurney était de 354 habitants, soit une augmentation de 48 % par rapport à 2002 en raison d'un afflux de nouveaux habitants issus de Dublin qui se trouve à environ 60 km.[réf. nécessaire] Au recensement de 2016, la population est passée à 456 habitants.

## Sports
- Nurney GAA est le club local de la Gaelic Athletic Association.